# Табенцкие
Табенцкие (пол. Tabęcki, Tabęski, Tabiencki) — дворянский род.
В прежнем Белзском Воеводстве оседлые, из коих Николай Карл Юрчик-Табенцкий, Скарбник Черниговский, в 1766 году купил имение Гутка-Стара-Зелена.

## Описание герба
В голубом поле красная подкова, отверстием обращённая вниз. На передке её золотой крест. Такие же золотые кресты выходят из углов, образуемых шипами подковы.
В навершии шлема пять чёрных страусовых перьев.